# Pachycarpus coronarius
Pachycarpus coronarius är en oleanderväxtart som beskrevs av Ernst Meyer. Pachycarpus coronarius ingår i släktet Pachycarpus och familjen oleanderväxter. Inga underarter finns listade i Catalogue of Life.